# Tonalea
Tonalea (Navajo: Tó Nehelį́į́h) ist ein Census-designated place im Coconino County im US-Bundesstaat Arizona. Das U.S. Census Bureau hat bei der Volkszählung 2020 eine Einwohnerzahl von 451 auf einer Fläche von 25,1 km² ermittelt.
Tonalea liegt auf 1722 m und wird vom U.S. Highway 160 tangiert.